# Ustronie (województwo łódzkie)
Ustronie – wieś letniskowo-wypoczynkowa o powierzchni blisko 1700 ha w Polsce położona w województwie łódzkim, w powiecie zgierskim, w gminie Zgierz, wśród sosnowych lasów typu siedliskowego Nadleśnictwa Grotniki w Leśnictwie Chociszew.
W latach 1975–1998 miejscowość należała administracyjnie do ówczesnego województwa łódzkiego.
We wsi od 1996 roku działa Ochotnicza Straż Pożarna Ustronie – Grotniki. Od 1995 roku jednostka OSP została włączona do Krajowego Systemu Ratowniczo-Gaśniczego.
Historykiem amatorem dziejów Ustronia, Jedlicz A, Jedlicz B, i Grotnik był zmarły sierpniu 2019 roku Henryk Gałązka, autor wielu powielanych publikacji na ten temat, z których wiele znajduje się w zbiorach Biblioteki im. J. Piłsudskiego w Łodzi.